# Vendetta
Vendetta és una pel·lícula de 1999 de l'HBO basada en els linxaments del 14 de març de 1891 que es van succeir a Nova Orleans aquell dia.
L'argument de la pel·lícula se situa en el cas en què 19 italoamericans van ser acusats de l'assassinat de David Hennessy, cap de la policia local. Després de ser absolts, onze d'ells van ser disparats o penjats en un dels linxaments massius més grans de la història dels Estats Units.

## Repartiment
- Christopher Walken com James Houston
- Luke Askew com William Parkerson
- Clancy Brown com s Chief Hennessy
- Alessandro Colla com Gaspare Marchesi
- Andrew Connolly com Sheriff Bill Villere
- Bruce Davison com Thomas Semmes
- Joaquim de Almeida com Joseph Macheca
- Andrea Di Stefano com Vincent Provenzano
- Edward Herrmann com D.A. Luzenberg
- Richard Libertini com Giovanni Provenzano
- George N. Martin com Judge Joshua G. Baker
- Pierrino Mascarino com Antonio Marchesi
- Daragh O'Malley com Dominic O'Malley
- Kenneth Welsh com Mayor Joseph Shakspeare
- Gerry Mendicino com Charles Mantranga
- Frank Crudele com Angelo Bagnetto
- Vincent Marino com Pietro Monasterio
- Louis Di Bianco com Emmanuel Polizzi
- Peter Didiano com Bastian Incompara
- Giuseppe Tancredi com Umberto Scaffidi
- Megan McChesney com Megan O'Brien
- Stuart Stone com Tony Provenzano
- Nigel Shawn Williams com Samuel Foster
- Anna Mancini com Francesca Marchesi
- Tony Mark com Mayor's Assistant
- Conrad Dunn com Pasquale Corte
- Ian Downie com Priest
- Ron White com Robert Collins
- Jack Newman com Jacob Seligman
- Jack Jessop com William Yochum
- Wayne Robson com Frank Peeter
- Delores Etienne com Emma Thomas
- Joel Gordon com William
- Victor Ertmanis com John Duare
- Richard Blackburn com Warden Davis
- Holly Dennison com Miss O'Brian
- Herbert Johnson com Houston's Servant
- John Healy com Construction Foreman
- James Bearden com Governor Francis T. Nicholls